# Stanton (Tennessee)
Stanton es un pueblo ubicado en el condado de Haywood en el estado estadounidense de Tennessee. En el Censo de 2010 tenía una población de 452 habitantes y una densidad poblacional de 343,54 personas por km².

## Geografía
Stanton se encuentra ubicado en las coordenadas 35°27′41″N 89°24′5″O / 35.46139, -89.40139. Según la Oficina del Censo de los Estados Unidos, Stanton tiene una superficie total de 1.32 km², de la cual 1.32 km² corresponden a tierra firme y (0%) 0 km² es agua.

## Demografía
Según el censo de 2010, había 452 personas residiendo en Stanton. La densidad de población era de 343,54 hab./km². De los 452 habitantes, Stanton estaba compuesto por el 29.42% blancos, el 69.69% eran afroamericanos, el 0.22% eran amerindios, el 0% eran asiáticos, el 0% eran isleños del Pacífico, el 0.22% eran de otras razas y el 0.44% pertenecían a dos o más razas. Del total de la población el 0.44% eran hispanos o latinos de cualquier raza.